# Siedliska (Wydminy)
Pour les articles homonymes, voir Siedliska.
Siedliska est un village polonais de la voïvodie de Varmie-Mazurie, dans le powiat de Giżycko.